# هوبرت لانز
كارل هوبرت لانز (22 مايو 1896 - 15 أغسطس 1982) كان جنرالًا ألمانيًا خلال الحرب العالمية الثانية، حيث قاد وحدات في الجبهة الشرقية وفي البلقان. بعد الحرب، حوكم بتهمة ارتكاب جرائم حرب وأدين في قضية الجنوب الشرقي، وتحديدا لعدة فظائع ارتكبتها وحدات تحت قيادته في البلقان. أطلق سراحه في عام 1951، وانضم إلى الحزب الديمقراطي الحر الليبرالي وعمل مستشارًا له في القضايا العسكرية والأمنية.

## وظيفة مبكرة
دخل لانز الجيش في 20 يونيو 1914، قبل اندلاع الحرب العالمية الأولى بفترة وجيزة وخدم في الجبهة الغربية، برتبة ملازم ( Oberleutnant ). تم الاحتفاظ به في الرايخويهر بعد الحرب، وتمت ترقيته إلى كابتن في 1 فبراير 1928. في الفترة 1932-1934، قاد سرية في فوج مشاة في جومبينين، وتم توظيفه بعد ذلك في الأركان، وتمت ترقيته إلى رتبة عقيد ورئيس أركان فيلق الجيش التاسع في 1 مارس 1937. ن نوفمبر 1937 إلى أغسطس 1938، تولى منصب رئيس أركان المنطقة العسكرية الخامسة.

## الحرب العالمية الثانية

### فرنسا ويوغوسلافيا

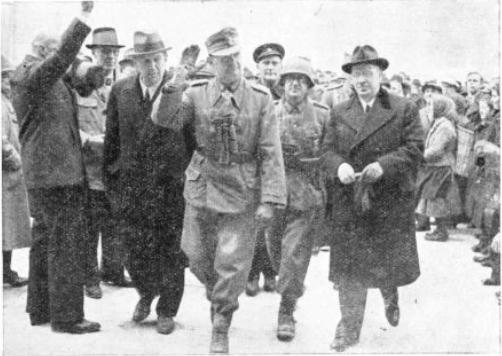
جنرال لانز يدخل المدينة لتولي السلطة في تسليه المحتلة، يوغوسلافيا ، أبريل 1941

في 15 فبراير 1940، تم تعيينه كرئيس أركان الفيلق الثامن عشر. في 1 أكتوبر، حصل على وسام الفارس الصليبي الحديدي لأدائه في هذا المنصب خلال معركة فرنسا. في 26 أكتوبر، تولى قيادة الفرقة الجبلية الأولى، التي تم تخصيصها لعملية فيليكس، الهجوم على جبل طارق. مع إلغاء فيليكس، تم نقل الفرقة إلى الشرق، حيث شاركت في غزو يوغوسلافيا في أبريل 1941 كجزء من الجيش الثاني.

### الجبهة الشرقية
في يونيو 1941، قاد لانز فرقة في غزو الاتحاد السوفيتي. في 30 يونيو، غزت فرقته لفيف. اكتشف الألمان هناك عدة آلاف من جثث السجناء الذين تم إعدامهم من قبل المفوضية الشعبية للشؤون الداخلية، حيث لم يكن بالإمكان إخلائهم.   مع انتشار الأخبار، اندلعت مذبحة معادية لليهود على نطاق واسع، شارك فيها سكان أوكرانيا الأوكرانيون، وأثارت ذلك جزئيا ملصقات وإعلانات ألمانية و تنظيم القوميين الأوكرانيين تدعو إلى الانتقام من «جرائم القتل البلشفية اليهودية».

#### تخطط لاعتقال هتلر
بينما كان لانز في قيادة الدفاع عن خاركوف، هو، جنبا إلى جنب مع رئيس هيئة الأركان هانز سبيديل (رئيس الأركان لاحقا لإروين روميل والمشاركة في مؤامرة 20 يوليو ) والعقيد فون ستراشفيتز وضع خطة لاعتقال هتلر خلال فترة زيارة إلى مقر لانز في بولتافا.  [محل شك] ولتحقيق ذلك، خطط المتآمرين لاستخدام فون ستراشويتز Großdeutschland للتغلب على راسة الإس إس لهتلر. هذه «خطة لانز» كانت معروفة في دوائر عسكرية معينة، بما في ذلك قيادة مجموعة الجيوش ب، وتم إبلاغها حتى إلى المشير إروين روميل.  [محل شك] ومع ذلك، في 17 فبراير، عندما قام هتلر بزيارته للخطوط الامامية، اختار مقر مانشتاين في زاباروجياي بدلاً من بولتافا.

### نهاية الحرب
بعد الانسحاب الألماني من اليونان في أكتوبر 1944، تحرك لانز وقواته عبر البلقان نحو المجر، حيث شاركوا في عملية مارجريت،  وجبال الألب النمساوية، حيث استسلم للجيش الأمريكي في 8 مايو 1945.

## المحاكمة والحياة اللاحقة

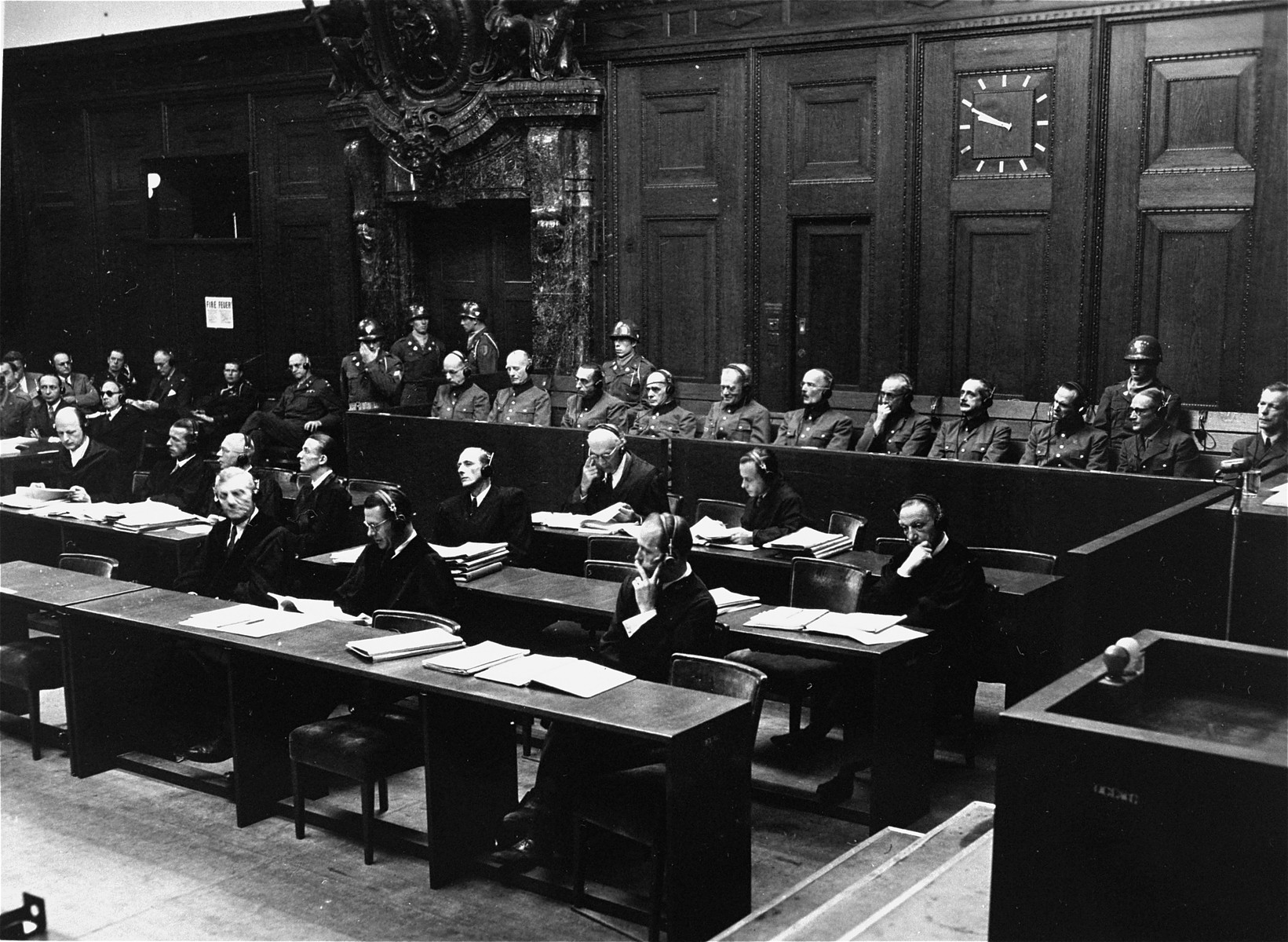
المدعى عليهم من "قضية جنوب شرق" في قفص الاتهام في نورمبرغ. لانز في المركز الثالث من اليسار في الخلف.

## الجوائز والأوسمة
- الصليب الحديدي (1914) الدرجة الأولى والثانية [7]
- ميدالية الاستحقاق العسكرية الذهبية لفورتمبرغ في 30 أغسطس 1915 [8]
- صليب الفارس لوسام فريدريش بالسيوف
- صليب الفارس لوسام الاستحقاق العسكري (فوتنبيرغ)
- اصليب الاستحقاق العسكري ، الدرجة الثالثة بالسيوف (النمسا-المجر)
- شارة الجرح (1918) باللون الأسود
- وسام فيتوتاس العظيم، الدرجة الخامسة (ليتوانيا) في 8 سبتمبر 1933 [9]
- مشبك الصليب الحديدي (1939)
  - الدرجة الثانية (22 مايو 1940) [10]
  - الدرجة الأولى (8 يونيو 1940)
- وسام الفارس الصليبي الحديدي بأوراق البلوط
  - في 1 أكتوبر 1940 بصفته أوبرست في هيئة الأركان العامة ورئيس أركان فيلق الجيش الثامن عشر.[11] [12]
  - 160th باوراق البلوط في 23 ديسمبر 1942 باعتباره جينيرال لوتنانت وقائد فرقة جبيرس 1 [13]

## روابط خارجية
- هوبرت لانز على موقع مونزينجر (الألمانية)